# Горбуновське
Горбуно́вське (рос. Горбуновское) — село у складі Талицького міського округу Свердловської області.
Населення — 641 особа (2010, 736 у 2002).
Національний склад станом на 2002 рік: росіяни — 90 %.